# Ali Bey ben Osman Bey
Ali Bey ben Osman Bey (+ 1443) fou un emir Aq Qoyunlu del Diyarbakr, que va aspirar a la alta direcció de l'estat i la confederació tribal Aq Qoyunlu a la mort del seu pare Kara Yülük Osman Bey el 1435.

## Successió
A la mort d'Osman Bey (1435), com solia passar, la confederació Aq Quyunlu fou afectada per les forces centrifugues pròpies dels estats tribals. El primer que va reclamar el poder fou el fill Ahmet Bey que anteriorment ja havia perdut una disputa pel poder. Kilij Aslan Bey, Kutlu Bey i Hüseyin Bey van sortir d'Erzurum al mateix temps per iniciar la lluita pel poder i l'hegemonia. Cap dels quatre fou reconegut per totes les tribus i finalment cadascun es va retirar als seus feus a Palu i Bayburt. Un príncep de la família reial, Sheikh Hasan, va ser l'amfitrió dels enviats timúrides i el seu parent (nebot?) Ali Bey (fill del difunt Osman Bey) que no havia participat gairebé en les lluites, fou establert com a cap dels aq qoyunlu a la proximitat de Tercan, que estaba sota administració del seu fill Jahangir ben Ali.
Ali Bey va demanat als timúrides ser reconegut com a cap suprem de la confederació, i el príncep hereu timúrida Mehmed Juki (Muhammad Juki, net de Timur + el 1445, dos mesos abans que el seu pare Shah Rukh) el va reconèixer com a governant d'Amida (Armènia)  i li va enviar la espasa i les robes de honor del càrrec, mentre un altre aspirant, Yakub, s'havia de conformar amb Erzindjan. El príncep hereu, que residia a la Regió del Karabakh, es va casar a més amb una filla d'Osman Bey i, per tant, germana d'Ali Bey (tardor del 1435).

## Biografia
Aquests acords del príncep no van agradar gaire als caps tribals, que pensaven que Ali Bey no tenia prou carisma entre els seus. Sultan Hamza, un dels fills d'Osman Bey, que governava Mardin (on l'havia nomenat el seu pare), fou el primer que va manifestar la seva oposició; Hamza era molt estimat entre les tribus i una part important del territori i de les tribus es va declarar al seu favor. Llavors Sultan Hamza, amb bones relacions amb els cristians ortodoxos i siríacs, va declarar no reconèixer Ali Bey i va ocupar Amida; Ali Bey havia estat reconegut per les tribus de Harput (Kharpurt) i Erzindjan que deien actuar també en nom de les tribus de Mardin, fet que provocà l'esclat obert del conflicte. Hamza va intentar ocupar Ergani, el principal camp militar del principat, amb el que haguera guanyat el control de la major part del territori, però el governador militar i els caps de la zona, que eren timúrides companys d'armes d'Ali Bey, li van restar fidels (Ali Bey havia estat nomenat pel seu príncep Muhammad Juki) i ho van impedir, entregant tot seguit el camp a Jahangir, el fill d'Ali Bey. El moviment d'Hamza no obstant va aconseguir partir en dos el principat que així ara quedava format per tres parts. Ali Bey va demanar ajut als timúrides i va retornar al seu feu de Kharpurt, però allí va rebre un altre contratemps quan la seva mare Seldjuk Hatun i dos dels seus germans, Mehmet i Mahmut, el van abandonar i es van passar a Hamza; amb el reforçament de l'oposició, la disputa es va accentuar i Ali Bey va decidir que per fer acceptar el seu govern, hauria de dominar Amida. Tot seguit es va dirigir a aquella zona.
Sultan Hamza, alarmat, va marxar d'Amida per anar a defensar el seu feu original de Mardin, deixant com a governador a aquella ciutat a Pürnekli, que tot seguit va convidar a Ali Bey a entrar a la ciutat. Una vegada assegurada aquesta, Ali Bey va passar el hivern a la vora de la propera població de Ra’su’l-Ayn per continuar pressionant a la regió, fent també un intent sense èxit de contactar amb els mamelucs (va enviar el seu fill Huseyn al Caire com ambaixador de bona voluntat a la tardor del 1436). Però el mameluc Sultan Malik Ashraf Barsbay, que no era partidari de negociacions i contrari als turcmans, només arribar a territori mameluc el príncep, el va fer empresonar i va enviar les seves tropes de la frontera cap a Amida. Llavors Jahangir va sortir de la ciutat per enfrontar l'enemic a la zona del Karaca Dagh (Karaca Dağ), però fou derrotat per la cavalleria enemiga i va esdevenir presoner junt amb alguns guerrers. La cavalleria de Jahangir sembla que no era adequada i fou atacada pels mamelucs quatre costats i cosida a fletxes; els soldats de Jahangir van poder fugir per tornar a contraatacar i aquesta situació hauria durat una setmana; Jahangir va perdre el seu cavall quatre vegades sent finalment capturat.
Ali Bey va saber la noticia de la captura del seu fill i va quedar en xoc. El perill dels Qara Qoyunlu era ara imminent. Iskandar ibn Kara Yusuf, el cap Qara Qoyunlu, va entrar al territori dels Aq Qoyunlu. Els germans Yaqub, Sheikh Hasan i Pilten Bey, que governaven la part nord del principat, es van reunir amb Ali Bey i aquest es va mostrat disposat a defensar la seva tribu i el seu estat. El governant de Palu, Kilij Arslan, que havia estat un amic d'Iskender molt de temps, se li va oposar. Mentre Iskender, que esperava a la vora de Sarıçiçek les notícies d'Erzindjan, va canviar el seu objectiu inicial. El príncep Jafar després de ocupar la ciutat s'havia revoltat. Els Aq Qoyunlu van marxar ràpids cap a Erzindjan per fer front a aquest perillós esdeveniment; el príncep rebel semblava decidit a no rendir la ciutat; si Yaqub Bey i Sheikh Hasan Bey (que havien pres la iniciativa per impedir una nova divisió del principat) haguessin passat al bàndol de Jafar, la rebel·lió haguera seguit. Els fills de Jafar Bey volien resistir amb el suport d'algunes branques de la dinastia, i la intervenció del governant de Bayburt, Kutlu Bey, no va tenir efecte. Finalment però l'afer es va acabar quan Ali Bey amb el suport dels seus germans Yaqub Bey, Sheikh Hasan Bey, Mehmet Bey i Mahmut Bey (que li donaven suport des del començament) va aconseguir ocupar Erzindjan amb poc temps i van sufocar la revolta abans que es pogués consolidar (estiu del 1436).
Iskander Qara Qoyunlu va fallar en dividir els Aq-Qoyunlu però va assetjar Kharpurt amb les forces que Kilij Arslan, que li restava lleial, li va enviar; però la demostració de força que esperava va esdevenir un desastre quan les baixes es van multiplicar degut a la exitosa resistència de Kharpurt dirigida per Pehlivan Bey. Al saber que Ali Bey marxava cap a la zona al front d'una important força, va aixecar el setge marxant cap a la seva residència de Kıği. Es va dirigir a Erzurum per la ruta Tercan-Erzincan i pel cami no va deixar pedra sobre pedra de les poblacions que poguessin servir als Aq Qoyunlu; gairebé res va quedar en peu. Va saquejar Erzurum i rodalia i es va retirar als seus quarters de hivern a Sürmelu a la frontera amb l'Azerbaidjan (hivern del 1437-38).
Ali Bey, que havia actuat amb coratge tot i la manca de suport d'alguns emirs, va arranjar els afers a Kharpurt i a la vall del Kelkit i va tornar a Amida. Ara el seu objectiu era el futur dels seus fills hostatges al Caire. Va enviar un correu privat a aquesta capital amb una carta acceptant les màximes concessions que podia fer, a fi i efecte de restaurar amb els mamelucs les bones relacions. El sultà mameluc va exigir la cessió de Kharpurt, la base del poder dels Aq-Qoyunlu, que Ali Bey va acceptar. Fou un error, ja que els turcmans ho van interpretar com una submissió excessiva als mamelucs i moltes tribus li van girar l'esquena. Ali Bey va provar de restablir el control i va enviar el seu fill de 12 anys, Hasan (el futur Uzun Hasan) a Kharpurt, per convèncer a la gent de la zona de la conveniència de l'entrega, però el jove príncep no se'n va sortir. Per por d'un càstig es va refugiar amb el seu oncle Yakub i la seva mare. No obstant la cessió de Kharpurt va aconseguir salvar als dos fills ostatges dels mamelucs i guanyar legitimitat als ulls del mameluc Malik Aixraf Barsbay (1422-1438). L'abandonament per molts caps va obligar a Ali a abandonar Amida on va convocar d'urgència al príncep Hasan Bey (el que l'havia situat al tron), i es va retirar a les províncies del nord. Ja amb els seus fills Huseyn i Jahangir (alliberats pels mamelucs) al seu costat, Ali Bey es va reunir amb el seu germà Yakub Beg, governant d'Erzindjan, disposat a fer servir aquesta ciutat com a base per seguir la lluita. Poc després Hamza Bey s'apoderava d'Amida amb lo que Erzindjan passava a ser la capital temporal de l'emirat per un curt període.
Ali Bey des de Erzindjan, va demanar ajut als mamelucs, enviant als seus fills Huseyn i Jahangir al Caire; aquesta vegada els prínceps, després d'un llarg i accidentat camí, van arribar a la capital egípcia davant el sultà mameluc Malik Aixraf Barsbay i van retornar a Anatòlia amb una força de 5000 homes posada a la seva disposició pel sultà mameluc, que no actuava només per amistat amb Ali Bey sinó també per hostilitat a Hamza i per prevenir les accions del rebel emir sufita Canıbek a la regió, a més de debilitar la influència timúrida a fi i efecte de salvar al seu vell amic Iskender Mirza (dels Qara Qoyunlu) que estava en posició difícil contra el seu rival dins la dinastia Jahan-Xah (Djahan Shah)
Mentre els dos prínceps avançaven cap a Anatòlia, Ali Bey, que no podia sostenir la lluita, va enfilar el camí cap a territori otomà. El final del govern d'Ali va accentuar l'anarquia i la divisió. El més fort era Hamza però no podia unir a totes les tribus; tampoc Ali Bey tenia el suport de les tribus més bel·licoses que el consideraven massa pacifista; i els seus fills Huseyn i Jahangir mai renunciarien als seus drets al tron; altres pretendents menors havien aparegut. Els mamelucs intentaven aprofitar-se de la bona fe d'Ali pels seus propis fins. Posteriorment cap dirigent Aq-Qoyunlu els seria tant amistós com ho fou Ali.
Ali, impotent per imposar-se, va renunciar a la direcció suprema de l'emirat però ni Hamza de Mardin ni els seus nebots Jihangir i Hüseyn, estaven disposats a renunciar a res. Els dos prínceps van seguir la lluita amb el suport mameluc i van convèncer el seu oncle Yakub de poder establir el seu quarter d'estiu a Erzindjan. Jahangir va esdevenir a Erzindjan gairebé un agent dels mamelucs; darrerament havien aconseguit dominar Akşehir, Kemah, Arapkir i Çemişkezek que formaven una cadena al llarg de l'Eufrates superior (maig del 1438). L'actuació dels fills d'Ali va permetre als mamelucs exercir influència a la region i llavors sobtadament va morir Malik Aixraf Barsbay (7 de juny); els soldats mamelucs immediatament es van retirar en conèixer la noticia i el nou sultà, el seu jove fill Al-Aziz Yússuf (15 anys) no es va poder imposar i aviat fou enderrocat pel mameluc Adh-Dhàhir Jàqmaq, amb interessos diferents als de Barsbay. El nou sultà intervindrà tant obertament que arribarà a crear una esfera de influència que s'estenia fins a l'Azerbaidjan, sense trobar cap oposició ni dels otomans ni dels timúrides
La retirada dels mamelucs va provocar que els caps tribals recuperessin les ciutats i regions que havien abandonat. Hamza, al costat de molts altres pretendents, es va fer fort a Amida on fins l'estiu del 1438 va emetre moneda amb el nom del sultà mameluc Barsbay. Però amb la retirada dels mamelucs va exigir al seu nebot Jahangir que fes la pregaria del divendres en el seu nom a Erzindjan, i quan aquest va rebutjar va marxar allí i el va assetjar amb un fort exèrcit que havia reunit. Aquesta vegada el prínceps es van dirigir a les tribus i els van fer saber que Hamza havia ofert el país als mamelucs però les seves afirmacions no foren cregudes degut a la deesconfiança que inspiraven des de l'afer de Kharpert. Però la resistència de Jihangir Bey, Hüseyin Bey i Hasan Bey amb el suport de les tribus i la població d'Erzindjan va pressionar a Hamza que quan fou atacat per Hasan es va haver de retirar; els fills d'Ali Bey van guanyar una important victoria (juliol de 1438).
Quan Jafer Bey va perdre el poder a Erzinjan i va abandonar el territori del seu pare, les forces contràries de Yaqub Hasan Bey van fer aliança amb Ali Bey i els seus fills Jahangir i Hüseyin; Ali Bey havia tornat des del territori otomà amb l'esperança que li havien donat els seus fills a Erzindjan. En aquest punt s'entén que Ali Bey tenia un paper incert i ombrívol en el curs dels esdeveniments. Ali Bey era com un objecte inútil llançat de tant en tant en el joc de poder quan les condicions i els actors canviaven. Després d'un intent fallit de formar una aliança amb Pilten Bey, el governant de Kıgi, va provar la seva sort una vegada més a Erzincan. Amb el suport del seu germà Yaqub Bey, va tornar a intentar liderar als Aq Qoyunlu. Però quan la definitiva resposta negativa de la tribu va acabar amb la seva vida política, els aliats que fins aleshores li feien costat també es van dispersar. L'aliança d'Erzincan, mancada dels suports històrics, polítics i econòmics que haurien estat necessària, deixava com a única entitat política dels Aq Qoyunlu la que tenia per centre a Amida. Ali Bey, juntament amb els seus fills Jahangir i Hüseyin, es va refugiar amb els mamelucs. Va arribar a Alep el gener de 1439; l'ex bey Aq-Qoyunlu bey era un simple refugiat que havia perdut tot i així va restar fins que va morir el 1443.
Ali Bey en cada fase de la seva vida va veure lligades les seves decisions a una notable submissió als mamelucs (fins al final de la seva vida). Ara amb els seus fills es trobaven refugiats a territori mameluc i el governador de Síria, Tanrıvermiş, que planejava la rebel·lió, va intentar atreure'l a la seva aventura; no va tenir problema per enredar al inexpert Jahangir, no ho va aconseguir amb Ali Bey que va saber que el seu fill seria encarregat d'aconseguir el suport de Sultan Hamza a la revolta; Ali Bey va alertar al sultà del Caire i amb això va aconseguir salvar al seu fill d'una eventual venjança del sultà i va garantir el seu futur aconseguint-li el càrrec de governador d'Urfa. Amb aquest darrer esforç l'emir Aq-Qoyunlu va complir amb el seu deure paternal i va obtenir una aprovació general. Jihangir, amb el seu germà Hasan Bey, va ser rebut al Caire pel sultà i va rebre ajut financer i material retornant a Anatolia per servir com a governant d'Urfa (estiu de 1440).
Ali Bey va morir l'estiu del 1443 a Shayzer, prop d'Alep.